# Le Média
Le Média est un site d'actualité français de ligne éditoriale de gauche radicale,,, proche de La France insoumise.
Son statut est, depuis juin 2021, celui d'une société coopérative d'intérêt collectif. Il se présente  comme indépendant, gratuit, et se revendique comme un média de gauche progressiste.
Le site propose une instance PeerTube, mais son principal support visionné est la chaîne Le Média sur la plateforme YouTube. Depuis le 20 octobre 2023, Le Média est diffusé à la télévision sur le réseau de l'opérateur Free (canal 165), ainsi que sur le service Molotov TV.

## Histoire

### Conférence «Faut-ildégagerles médias?»
Le 26 août 2017, lors d'une conférence-débat intitulée « Faut-il “dégager” les médias ? » tenue au cours de l'université d'été de La France insoumise, le politologue Thomas Guénolé compare le paysage audiovisuel français à une « nouvelle Église » qui a « son dogme », « ses inquisiteurs » et « ses hérétiques ». Il affirme que nombre de journalistes « résistent autant qu'ils peuvent en interne », ce qui se traduit par la sortie de « scoops défavorables au système en place qui sortent régulièrement dans les médias mainstream », tout en estimant aussi que « tenir une ligne éditoriale anti-système, c'est prendre un risque pour sa carrière ». Il expose la nécessité de « casser le monopole audiovisuel pro-système » par la création d'« un grand média audiovisuel alter-système » qui soit « altermondialiste », « pluraliste », « humaniste », « antiraciste », « féministe ».
La conférence déclenche une forte controverse dans les médias français,,. Notamment, l'expression « dégager » du titre de la conférence, qui renvoie au concept politique de dégagisme, est fustigée par plusieurs éditorialistes et commentateurs, notamment Jean-Michel Aphatie et Raphaël Glucksmann : Thomas Guénolé réagit dans Marianne en les accusant de « malhonnêteté intellectuelle » et de « sophismes ».

### Annonce de création et ligne éditoriale
Le 22 septembre 2017, le journal Libération annonce la création d'un nouveau média, baptisé « Le Média », par Sophia Chikirou, Gérard Miller, Sébastien Vilgrain et Henri Poulain.
Le 25 septembre, un manifeste est publié par Le Monde, que le journal présente comme un appel « à la création d’un média alternatif éloigné du modèle économique et idéologique dominant », accompagné d'une pétition en ligne sur Change.org,. « Le Média » se définit dans ce manifeste comme « indépendant », « coopératif », « collaboratif », « pluraliste », « culturel et francophone », « humaniste et anti-raciste », « féministe », « écologiste et progressiste »,. L'écrit est signé par une centaine de personnes dont de nombreuses personnalités politiques, parmi lesquelles Isabelle Attard, Pierre Joxe, Noël Mamère, Jean-Luc Mélenchon, Arnaud Montebourg ou encore Philippe Poutou, et par des personnalités telles que Josiane Balasko, Thomas Guénolé, Guillaume Meurice, François Morel, ou les vidéastes Demos Kratos et Usul.
Le 10 décembre 2017, la pétition en ligne appelant à la création d'un nouveau média obtient 43 000 signatures.
L'universitaire Romain Badouard contextualise la naissance du Média dans le cadre d'une époque où « les luttes politiques se sont déportées sur le terrain de l’information ». Pour lui, l'internet français se caractérise par l'émergence de sites d'extrême droite produisant une information dite « alternative », et il voit dans l'apparition du Média une « riposte de la gauche intellectuelle et culturelle », « une tentative de reprendre la main sur la production d’information avec également un fort prisme idéologique mais ancré à gauche ».
Thomas Guénolé, politologue insoumis, estime que la ligne éditoriale représentée dans la presse par Politis, Le Monde diplomatique, L'Humanité et qu'il appelle « gauche « alter système » », n'est pas représentée dans l'audiovisuel, et que Le Média comble ce manque.
Sophia Chikirou déclare que la ligne éditoriale sera « humaniste, progressiste, écologique, féministe » et que le média sera « pluraliste ». L'un des concepteurs du Média joint par HuffPost précise qu'il s'agira d'un « pluralisme complet sur une ligne de gauche ». Sophia Chikirou ajoute que Le Média inclura les idées de La France insoumise, mais également « la pensée communiste, socialiste et écologiste ». Aude Rossigneux, future rédactrice en chef du Média, déclare que « la gauche progressiste n'a pas son média audiovisuel ». Elle défend le principe d'un média engagé. Elle estime que l'objectivité journalistique est un leurre et que les médias qui s'en revendiquent n'assument pas leurs lignes éditoriales,,.

### Campagne de lancement, discours des concepteurs
Une soirée de lancement est organisée sur YouTube le 11 octobre 2017 au cours de laquelle le projet est précisé (création d'une association puis d'une société coopérative, d'une agence de presse indépendante, mise en vente de titres de propriété à des sociétaires, etc.).
Les concepteurs du Média expliquent que l'origine du projet remonte à la séquence électorale 2016-2017, où ils estiment que certains éditorialistes des médias dominants ont joué un « rôle affligeant ». De plus, Gérard Miller rappelle que « 90 % des médias français sont détenus par neuf milliardaires », et, selon lui, si ces derniers « investissent alors que la presse perd de l'argent, c'est qu'ils ont un retour sur investissement idéologique ».
D'après RFI et Libération, l’indépendance capitalistique est au cœur du discours du Média,. Le Média affirme vouloir proposer une information indépendante « des puissances industrielles et financières »,,. Aude Lancelin le justifie ainsi : « La détention par des grands groupes privés pèse lourdement sur les biais idéologiques des rédactions ». D'après Stratégies, Le Média a pour ambition de devenir la plateforme de ceux qui ne croient plus en l’indépendance des médias traditionnels.
Une deuxième soirée de lancement, dont le but est de présenter la rédaction du Média, est organisée en direct sur YouTube le 10 décembre 2017, après avoir été annoncée sur Facebook et Twitter. Le projet est précisé avec la présentation d'une partie de l'équipe de la rédaction, composée d’anciens journalistes de L'Obs, du Figaro, de LCI, de Marianne et de Jeune Afrique mais aussi le psychanalyste Gérard Miller ou l'ex-député écologiste Noël Mamère. Ouest-France note également la présence dans cette équipe d'Aude Lancelin, ex-directrice adjointe de L'Obs, qui après avoir été licenciée abusivement par le magazine, a écrit le livre Le Monde libre où elle fustige « la décadence » du métier de journaliste et une « police intellectuelle ».
À son lancement, Le Média a pour cadre légal la société de Sophia Chikirou, Mediascop. Celle-ci déclare dans un communiqué : « L’association étant en cours de création [...], la société Mediascop a été du coup utilisée pour ne pas prendre de retard. L’association va donc maintenant se substituer à elle ».

### Lancement du Média
La première émission du Média, diffusée via YouTube le lundi 15 janvier 2018 à 20 heures, est un journal présenté par Aude Rossigneux, avec également Virginie Cresci et Catherine Kripach sur le plateau. Le journal Libération note que Le Média ne présente « rien de faux mais une volonté de traquer les manquements du président certainement plus forte que sur les autres plateaux. » Pour le journal Le Point, « les sujets sont instructifs [...], mais se cantonnent à des interviews au détriment du terrain ». Le premier jour est également marqué par un problème de diffusion via le site web lemediatv.fr, dû à un trop grand nombre de connexions simultanées. Le visionnage de l'émission doit donc se faire sur le site même de YouTube ou sur le réseau social Facebook. Plus de soixante-dix mille personnes regardent en direct la première émission. Le journal est divisé en trois parties : les informations, le Mag, où l'on traite de sujets d'actualité plus profondément, et une interview finale, la première étant de Bruno Gaccio. Il y détaille ses attentes vis-à-vis du Média, notamment en ce qui concerne la hiérarchisation de l'information, et suggère un sujet pour présenter et approfondir le revenu universel, proposition phare du candidat Benoît Hamon pendant la campagne présidentielle de 2017.
Lors du lancement du Média, quatorze journalistes ont été recrutés.

### Départs et pertes de soutien dans les premiers mois
Le 24 février 2018, le comité de pilotage indique à Aude Rossigneux qu'il n'est pas satisfait de sa période d'essai, et lui propose de diriger une ou deux émissions de son choix. Dans une lettre destinée au Média ayant « fuité » dans la presse, Aude Rossigneux dénonce alors une « brutalité qui n’est pas exactement conforme à l'idée que chacun se fait d'un « management » de gauche » et une « brutalité qui serait peut-être un sujet pour Le Média si elle était le fait d'un Bolloré » ; elle évoque aussi des tensions et l'épuisement des équipes « pas loin du burnout »,,.

Le Média répond le lendemain, affirmant qu'il n'a « jamais été question d'un licenciement » — Rossigneux étant en période d'essai — et juge « infâmes » les accusations d’Aude Rossigneux. Selon Gérard Miller, il était prévu dès le départ que la présentation du Journal serait « tournante » et qu'il n'y aurait pas de rédacteur en chef. Lorsqu'il a été annoncé une réorganisation, Aude Rossigneux « ne voulait pas faire autre chose ». Gérard Miller affirme également qu'une ou deux autres émissions avec elle étaient envisagée. La journaliste déclare pour sa part : 

« Toute cette histoire montre que j’ai eu un tort : vouloir à tout prix rester journaliste, là où on attendait de moi que je sois militante. J’ai été aussi naïve de penser qu’au Média on respectait le droit du travail. On m’a “essayée” pendant cinq mois et demi dont un seul payé, pas d’indemnités… Bien joué, le comité de pilotage ! Il tire sa seule légitimité du contrôle de l’argent et ne compte pas un seul titulaire de la carte de presse. »

Une partie des journalistes de la webtélé — comme Aude Lancelin, Iban Rais, Virginie Cresci, Léonard Vincent, Yanis Mhamdi ou encore Théophile Kouamouo — démentent sur les réseaux sociaux. Pour eux, l'ambiance au sein de la rédaction n'est pas celle décrite par Aude Rossigneux et contestent également les éventuels cas de burnout évoqués par leur collègue. Dans un communiqué, les journalistes de la rédaction « déplorent avoir été instrumentalisés dans un règlement de comptes dont la finalité est d'habiller un départ ».
Le journaliste Noël Mamère, ex-député écologiste de Gironde, qui animait bénévolement une interview hebdomadaire de philosophes, experts, militants ou auteurs dans le journal du Média, par ailleurs membre de Génération.s, décide de quitter Le Média « en homme libre », évoquant « l'atmosphère » dans la rédaction autour du départ d'Aude Rossigneux. Il annonce toutefois être « venu librement au Média pour procéder à ces interviews » qu'il a « pu exercer d'ailleurs de manière très libre. » Dans un bref communiqué, il explique qu'il n'a subi « ni pressions, ni censure ». « J'ai accepté de collaborer au Média en homme libre et je le quitte en homme libre. C'est ainsi que, depuis sa création, j'y ai exercé mon métier de journaliste : ni pressions, ni censure dans le choix de mes invités et des thèmes abordés. » Par ailleurs, Noël Mamère compare la direction du Média à un « comité des soviets », considérant avoir été une « caution » et s'être fait abuser. En réponse, Jean-Luc Mélenchon lui reproche son manque de conviction.
Une raison supplémentaire à son départ est le traitement de la crise syrienne par le Média qui a fait l'objet de critiques pour des reportages parfois jugés complaisants à l'égard de Bachar el-Assad. Mamère fait référence à un sujet du journaliste Claude El Khal diffusé dans le journal du vendredi 23 février 2018, où ce dernier choisit de ne pas diffuser d'images de la bataille de la Ghouta orientale. El Khal explique notamment avoir « choisi de ne montrer aucune image. Nous ne sommes pas là pour faire du sensationnalisme, mais de l'information. Cette guerre est sanglante. Nous ne souhaitons pas y participer. »
Cette polémique autour du départ d'Aude Rossigneux et du traitement du conflit syrien entraîne également la prise de distance de onze personnalités — Aurélie Filippetti, Antoine Comte, Gérard Mordillat, Patrick Pelloux, François Morel, Judith Chemla, Cécile Amar, Édouard Perrin, Giovanni Mirabassi et Médéric Collignon — ex-soutiens du Média, qui l'annoncent dans un texte publié dans le journal Le Monde le 2 mars 2018. Puis la comédienne Josiane Balasko et la chanteuse Agnès Bihl ont aussi retiré leur soutien au Média. Ces personnalités faisaient partie de la centaine de journalistes, artistes ou hommes politiques ayant signé le manifeste du 25 septembre 2017 dans Le Monde appelant à la création d'un nouveau média citoyen.
Les journalistes Catherine Kirpach et Léa Ducré quittent également Le Média. Catherine Kirpach indique démissionner pour « une, et une seule raison : le plateau de Claude Elkhal sur la Syrie […]. Comme journaliste et citoyenne, c'était un cas de conscience. » Toujours en mars 2018, deux autres membres partent : Marc de Boni, ancien du Figaro, indique qu'il s'agit d'une simple séparation sans raison particulière ; en revanche, Gaël Brustier évoque un management « discutable ». En réponse Sophia Chikirou l’accuse de « surfer sur la vague du moment » évoquant plutôt des questions de rémunération.
Au mois de juin 2018, Le Média publie le premier numéro de 99 % (les « 99 % de citoyens » contre les « 1 % qui détiennent tout »), leur nouveau mensuel, sans publicité, dirigé par Aude Lancelin et Kévin Boucaud-Victoire. Il fait l'objet de 7 000 précommandes.
Le 4 juillet 2018, Sophia Chikirou annonce qu'elle quitte le poste de présidente et directrice de la publication du Média pour rejoindre Jean-Luc Mélenchon afin de travailler à l'alliance entre La France insoumise et le parti espagnol Podemos dans l'objectif des élections européennes de 2019, mais elle reste présidente de la société de production audiovisuelle de ce média,. Aude Lancelin lui succède quelques jours après. D'après Médiapart, cette démission a pour contexte une « crise sociale, éditoriale et financière » au sein du Média : la web-télé est déficitaire et une pétition circule en interne contre Sophia Chikirou, dénonçant notamment une gouvernance trop autoritaire. Le Figaro analyse que la démission de Chikirou permet de protéger l'image du Média. Un membre de la rédaction du Média, contacté par Le Figaro, confirme que « les problèmes sont de l'ordre de la gouvernance et du financement ». À la suite du départ de Sophia Chikirou, une partie de l'équipe proche de cette dernière accuse les membres ralliés à la nouvelle direction de vouloir les exclure. Quatre journalistes dénoncent des « pratiques d'intimidation » de la part de la nouvelle direction et de leurs collègues, affirmant avoir notamment été traités de « racistes » pendant un séminaire. Plusieurs personnes ont quitté Le Média dont Laura Papachristou (future responsable de Canal Fi), Alexis Poulin, Romain Spychala. Pour le journaliste Serge Faubert : « Cette chasse aux sorcières [fait] curieusement écho à des tentatives communautaires ou identitaires au sein de la rédaction. Nous sommes quatre Blancs, quinquagénaires, et cela semble poser un problème à certains ». En réponse, la société des journalistes du Média affirme « qu'il n'y a pas eu de putsch de la nouvelle direction sur l'ancienne ».
Pour le sociologue Jean-Marie Charon, ces « polémiques sont des phénomènes classiques présents au sein des partis politiques. Ça ne peut donc que fragiliser l'image de ce média ».

### Saison 2
Dans une tribune publiée dans le quotidien Libération le 17 août 2018 intitulée « Il faut que la saison 2 du Média puisse commencer », soixante-dix membres des différentes équipes du Média déclarent qu' « il ne faut pas que Le Média reste enfermé dans des querelles intestines qui sont sans issue » et soutiennent la proposition d'un audit concernant la situation financière du site.
Au côté d'Aude Lancelin, Gérard Miller reste l'administrateur de l'association qui supervise Le Média, cette association étant présidée par Hervé Jacquet, par ailleurs associé d'Henri Poulain dans la société Story Circus. Stéphanie Hammou est la nouvelle présidente de la société.
Aude Lancelin annonce la fin du journal télévisé quotidien, qui selon elle coûte trop cher, et considère que la ligne éditoriale du Média doit évoluer en se spécialisant dans la « critique du traitement médiatique de l'actualité ». Certains journalistes regrettent ce nouveau positionnement, « en rupture avec le projet initial ».
À la suite d'une soirée de lancement le 16 septembre 2018, la saison 2 du Média débute dès le lendemain. Cette nouvelle saison est marquée par l'arrivée de nouveaux intervenants, dont notamment l’historien Julien Théry pour une émission consacrée à l'histoire, et de nouveaux chroniqueurs pour L’autre 20 heures, dont le journaliste Julien Brygo. Cependant, les difficultés financières demeurent, avec des dépenses deux fois supérieures aux contributions mensuelles. En raison de cette situation financière, un appel à souscription est lancé début octobre, car il manque 90 000 euros par mois, pour atteindre l'équilibre financier. L’appel à souscription est un échec, avec seulement 30 000 euros récoltés une semaine avant la fin de la souscription.
Le journaliste Jacques Cotta, animateur du magazine « Dans la gueule du loup », démissionne du Média le 12 octobre 2018. Il affirme qu'Aude Lancelin a refusé de traiter de la situation politique italienne sous l'angle de « l'Italie, la péninsule des paradoxes », car il s'agirait de « la réhabilitation de l'Italie de Salvini ». Dans une tribune de Marianne, Jacques Cotta estime avoir été censuré dénonçant une « dérive journalistique et politique ». Pour la saison 2, il reste onze journalistes au lieu de trente initialement.
La fin de la saison 2 est marquée par le départ d'Aude Lancelin et l'arrivée de Denis Robert. Le 9 avril 2019, Aude Lancelin publie sur Twitter un communiqué annonçant sa démission de la présidence de l'Entreprise de Presse Le Média en raison de la formation d'une « une coalition [qui] a pour but avoué de renverser l'actuelle direction », coalition qui selon elle aurait été orchestrée par Gérard Miller et Henri Poulain. Selon le journaliste Théophile Kouamouo, il ne s’agissait pas de changer de direction, mais de réorganiser le travail de façon à limiter l’autoritarisme d’Aude Lancelin. Le 18 juin 2019, dans un communiqué, le nouveau président de l'Entreprise de Presse Le Média, Julien Théry, rejette comme mensongères les explications données par Aude Lancelin à son départ, met en cause sa gestion de l'équipe du Média au plan humain et dénonce une tentative déloyale de sa part pour détourner les abonnés du Média au bénéfice de l'organe de presse qu'elle s'apprête à fonder, intitulé QG. Peu après, une enquête d'Arrêt sur images donne la parole à plusieurs salariés du Média, « qui reviennent sur les méthodes jugées 'violentes' et 'humiliantes' de leur ancienne directrice, et témoignent de souffrances au travail qu’ils pensaient ne jamais vivre dans un média engagé à gauche ». 
En janvier 2022, le conseil des prud'hommes de Paris valide le licenciement d'Aude Lancelin pour "faute lourde", estimant que la journaliste « a abusé de sa liberté d’expression par une diffusion disproportionnée et excessive de ses accusations diffamatoires envers son employeur ».Le jugement dresse la liste des abus constatés, comme ce message envoyé à l’ensemble des salarié·es et contenant « des propos dénigrants, outranciers et injurieux de la part de Madame Lancelin tels “sbires”, “incapacité humaine et professionnelle”, “quarteron de putschistes” » ou encore « de très graves accusations sur son compte Twitter » portées en juin 2019 « afin d’attirer la suspicion sur un supposé antisémitisme, un sexisme et une misogynie, sur des persécutions ou encore de prétendus licenciements massifs et abusifs au sein du Média ». Mais le 18 décembre 2024, la Cour d'appel de Paris condamne Le Média TV pour le licenciement abusif d’Aude Lancelin. Déclarant « illicite » le motif de son licenciement, estimant qu'il viole la liberté fondamentale d'expression, celui-ci est même annulé par la cour, événement rare. À ce titre, Le Média est condamné à verser à la journaliste plus de 60 000 euros de dommages et intérêts.
Denis Robert, journaliste d'investigation connu notamment pour son rôle dans la révélation de l'affaire Clearstream, accepte de la remplacer comme directeur de la rédaction, mais sans cumuler cette fonction avec la présidence de l'entreprise de presse comme c'était le cas d'Aude Lancelin (la présidence est dès lors confiée à l'historien Julien Théry, qui réalise l'émission d'histoire « La grande H »).

### Saison 3
Après l'arrivée de Denis Robert, Le Média publie plusieurs enquêtes : une sur l'évasion fiscale pratiquée par le groupe NextRadioTV, propriétaire de BFM TV et RMC, qui aurait recours à des fonds d'investissements basés dans des paradis fiscaux, et une seconde à propos de l'affaire Zineb Redouane, une octogénaire algérienne morte en marge d'une manifestation en décembre 2018. Sept mois après, Le Média révèle que l'autopsie de Zineb Redouane réalisée à Alger contredit l'autopsie française.

### Saison 4
En septembre 2020, après avoir refusé de renoncer aux prérogatives de directeur de la rédaction et publié une vidéo sur YouTube où il se dit victime des ambitions des administrateurs du Média, motivés selon lui par « le pouvoir et l'argent », Denis Robert est licencié du Média pour faute. Le président de l'entreprise de presse Le Média Julien Théry, soutenu par la Société des journalistes et d'autres salariés, lui avait reproché « une conception trop classique et hiérarchique de la fonction » et demandé d'accepter de prendre un autre rôle. Selon un communiqué de la Société des journalistes du Média, signé aussi par d'autres salariés, « Au fil du temps, la gestion des tâches d’encadrement assumées par Denis Robert a donné lieu à de nombreuses tensions et instauré un climat délétère au sein du collectif de travail. Le directeur de la rédaction n’a pas jugé bon d’y remédier, malgré les nombreux signaux d’alerte »,.
Le 4 décembre 2020, Denis Robert annonce dans une interview accordée à Télérama la création de sa prochaine webtélé nommée Blast, en appelant les abonnés du Média à rejoindre plutôt ce nouveau projet.

## Débats sur l'avenir des médias
Des débats sur l'avenir des médias sont régulièrement organisés sur ce site d'information par Théophile Kouamouo, ex-correspondant du journal Le Monde en Afrique de l'Ouest et grand reporter à Fraternité Matin, puis rédacteur en chef au Temps et cofondateur du Courrier d'Abidjan. Ces débats s'inspirent de l'esprit critique qui avait animé la conférence intitulée « Faut-il “dégager” les médias ? »[source insuffisante] du 26 août 2017, au cours duquel le politologue Thomas Guénolé avait lancé un appel à la réflexion sur les déficiences du paysage audiovisuel français, jouant un rôle dans l'histoire de la création du Média.
Parmi eux, celui diffusé en novembre 2021 sur l'avenir des médias, après « l'enquête journalistique au long cours virée de Canal Plus par un certain Vincent Bolloré » pour évoquer les obstacles et la façon de « faire campagne sur les réseaux sociaux quand on est un petit média qui enquête sur Emmanuel Macron », avec la participation de Jean-Christophe Parant, entrepreneur geek engagé et de Jean-Baptiste Rivoire, journaliste d'investigation. Ce débat est suivi des premiers éléments d'une enquête sur la stratégie d'Emmanuel Macron pour tenter de contrôler les médias et compte parmi les audiences importantes du Média, avec 1,7 million de vues cumulées (mars 2023)[source insuffisante]. Une autre émission est consacrée à la façon dont le milliardaire breton Vincent Bolloré, via sa filiale Havas, géant de la communication publicitaire et marketing, impose à de nombreux médias grand public les agendas des entreprises, en apportant à l'appui des documents confidentiels attestant de la méthode employée[source insuffisante].

## Financement

### Origine des financements et pertes financières
Gérard Miller annonce au début de la soirée de lancement du 10 décembre 2017 que plus d'un million cent dix mille euros ont été réunis et que les titres associatifs du Média sont détenues par plus de neuf mille quatre cents personnes.
Selon le magazine Capital, la présentation du financement du Média à son lancement est trompeuse. Une association ne peut pas être divisée en parts comme une société commerciale. Ainsi, les sociétaires ne « détiennent rien à proprement parler », même s'ils pourront participer à des prises de décision, sans que ce droit ne soit garanti. Selon Gérard Miller, cette forme juridique a été mise en place pour éviter de retarder la création de ce nouveau média et ce montage doit évoluer pour devenir une coopérative. Cette transformation en Société coopérative d'intérêt collectif est prévue pour l'année 2020 d'après Denis Robert. En décembre 2019, les sociétaires du Média ont voté les modalités de cette future coopérative.
Le 15 janvier 2018, la directrice du Média, Sophia Chikirou, déclare qu'elle « envisage » de faire appel à la publicité : « À terme, il faut qu’on développe plusieurs sources de financement mais toujours avec les mêmes principes : on ne veut pas d’argent des grandes puissances industrielles ». En mai, c'est chose faite, ce qui suscite des critiques du philosophe Alain Badiou, par ailleurs « socio » du Média.
En juin 2018, la direction du Média annonce des pertes d’environ 30 000 euros par mois avec 185 000 euros de dépenses et 152 000 euros de recettes.
Au cours d'un séminaire en juillet, Sophia Chikirou annonce des pertes supérieures puisque les dépenses dépassent les 200 000 euros. Selon Infogreffe, le chiffre d'affaires de la Société de Production Le Media était, en 2018, de 49 532 € et son résultat négatif de plus de deux millions d'euros (2 158 553 €)[source insuffisante].
Depuis la transformation de l'association Le Média en coopérative (forme SCIC SA) les comptes de résultats (2021/2022, 2022/2023) affichent des bénéfices d'exploitation. Les revenus du Média sont issus pour la majorité des abonnements de soutien mensuels ou annuels, auxquels il faut ajouter les contributions aux campagnes de financement participatif et celles des donateurs. Depuis le mois d'août 2022, une monétisation préroll et middroll est activée sur la  chaîne Youtube du Média permettant de compléter les revenus.

### Prestations de la société Médiascop
Juste avant son départ du Média, Sophia Chikirou a procédé à deux paiements, pour plus de 130 000 euros, à sa propre société, Médiascop, révèle Mediapart, information reprise dans un article du Point. Aude Lancelin, nouvelle responsable du site, indique qu'elle n'était pas informée de prestations par la société Médiascop. Un chèque de 64 119,61 euros a été honoré par la banque, mais le virement suivant a été bloqué. Pour Henri Poulain, cofondateur du Média, Sophia Chikirou « était bénévole en tant que présidente mais rémunérée comme conseil en stratégie. En interne, c’est ainsi qu’elle le justifie. Cela me semble problématique de se revendiquer bénévole et de se rémunérer par ailleurs ». Pour Sophia Chikirou « tout le monde au Média était informé de ces prestations, surtout les fondateurs puisque les trois sociétés des fondateurs fournissaient des prestations de communication et audiovisuelles pour lesquelles le Média n’avait pas les compétences en interne ». Accusée de mauvaise gestion, par la nouvelle direction du Média, Sophia Chikirou indique vouloir saisir la justice et « demander la désignation d’un administrateur judiciaire provisoire et un audit pour prouver ma bonne gestion ». Cependant, Gérard Miller s'opposerait à cet audit.
En septembre 2018, Sophia Chikirou assigne Le Média par huissier devant le tribunal de commerce de Paris et demande 120 000 euros correspondant au règlement d’une facture de 67 000 euros à laquelle il est ajouté les frais de justice et les intérêts. La nouvelle équipe du Média affime qu'elle n'est pas en mesure de payer cette facture. Selon David Marais, avocat de Sophia Chikirou, Le Média a les moyens d’honorer cette dette, puisqu'il a déjà payé les factures présentées par Gérard Miller, Henri Poulain, Hervé Jaquet, et de la nouvelle présidente de la société, Stéphanie Hammou.
Selon Le Monde, un accord entre Le Média et Sophia Chikirou annule sa réclamation concernant le paiement de la deuxième facture en échange de l’absence de contestation de la première.

## Audiences
Cette section ne s'appuie pas, ou pas assez, sur des sources secondaires ou tertiaires indépendantes du sujet. Le texte peut contenir des analyses inexactes ou inédites de sources primaires.
Pour l'améliorer, ajoutez-en, ou placez des modèles {{Source secondaire souhaitée}} ou {{Source secondaire nécessaire}} sur les passages mal sourcés. (septembre 2020)
Le lundi 15 janvier 2018, le premier journal télévisé en direct est diffusé à 20 heures sur Internet. Il est suivi par environ 87 000 personnes, puis l'audience baisse les jours suivants avec finalement 20 000 personnes le jeudi 18 janvier. Le mois suivant, en février 2018, les audiences sont stabilisées entre 16 000 et 22 000 vues cumulées (environ 10 000 vues en direct).
Plus de trois ans plus tard, les audiences étaient sept à huit fois plus élevées. Le 27 mai 2021, le site de mesure Social Blade estimait le nombre de vues quotidiennes du Média TV sur Youtube à 143 578 en moyenne, le nombre de vues hebdomadaires à plus d'un million et le nombre de vues mensuelles à plus de quatre millions.
En mars 2024, la page YouTube du Média cumule plus d'un million d'abonnés. La moyenne mensuelle des vues était de 6,4 millions.

## Diffusion
Le 12 mai 2024, Le Média dépose un dossier de candidature auprès de l'Arcom en vue d'obtenir une autorisation d'émettre sur la TNT. Après avoir été auditionné le 12 juillet 2024 par les membres du collège de l'Autorité, le projet Le Média TV ne figure pas dans la liste des présélections publiée le 24 juillet 2024. En réaction, Le Média annonce déposer un recours auprès du Conseil d'État afin de contester cette décision. Sa demande en référé, contestant la liste des candidats présélectionnés pour l’attribution des fréquences TNT, est rejetée en septembre 2024,, et sa demande au fond est déclarée irrecevable, car prématurée, le 22 novembre suivant,.

## Proximité avec La France insoumise
Lors du lancement en janvier 2018, de nombreux médias s'interrogent ou émettent des doutes sur l'indépendance éditoriale du Média vis-à-vis de la France insoumise,,,,,,,,. Ils mettent principalement en avant la proximité de la ligne de gauche du Média et les idées de la France insoumise, et surtout le fait que les fondateurs du Média ont soit soutenu soit participé à la campagne de Jean-Luc Mélenchon lors de l'élection présidentielle de 2017, à l'instar notamment de Sophia Chikirou et de Gérard Miller, codirecteurs du Média.
La Tribune de Genève estime que l'objectif du Média est d'« élargir l’audience habituelle » de Jean-Luc Mélenchon, dont la chaîne YouTube « compte tout de même 150 000 abonnés ». La Tribune de Genève relaie l'analyse du sociologue des médias Denis Muzet, celui-ci estimant que : « du côté de l’indépendance, le compte n’y est pas. C’est un organe au service du mouvement de Jean-Luc Mélenchon. Dans son rejet profond et viscéral de l’élite politico-médiatique, il y a une posture. Et dans cette TV, sans doute une imposture ! ». La Tribune de Genève rajoute à ce commentaire du sociologue : « L’objectif de ce média alternatif est donc de contourner la presse traditionnelle. Comme l’a fait Jean-Luc Mélenchon durant la campagne présidentielle et ensuite lors des législatives ».
Pour le journal Le Monde, la création du Média est à mettre en perspective avec les réalisations de la « nouvelle stratégie de Jean-Luc Mélenchon », qui a consisté, dès l'été 2017, à créer et développer « ses propres médias pour diffuser son message et s'affranchir des journalistes qu'il considère souvent comme hostiles ». Dans la période, Jean-Luc Mélenchon a fait la proposition de la création d'un « conseil de déontologie du journalisme » qui serait « un recours pour faire respecter (le) droit à une information objective ». La pétition associée a recueilli plus de 185 000 signatures.
Pour Marianne, Le Média peine à démontrer son indépendance vis-à-vis de la France insoumise. Marianne estime symbolique une scène où un salarié, en direct, fait tomber le cache de son ordinateur, ce qui fait apparaître des autocollants de la France insoumise sur la coque de l'ordinateur. Marianne affirme qu'il n'existe pas de liens connus entre l’équipe journalistique et la France insoumise, mais que ce n'est pas le cas pour l'équipe logistique : Manon Monmirel est la suppléante du député Éric Coquerel, dont elle est également assistante parlementaire à temps partiel ; Michel Mongkhoy est le suppléant de la députée Danièle Obono ; Maxime Viancin s’est occupé des logos de Jean-Luc Mélenchon pour la campagne de l'élection présidentielle de 2017 ; Julie Maury et Romain Spychala ont participé aux « Jours heureux », la web-radio de la France insoumise ; Mathias Enthoven a intégré l’équipe numérique de Jean-Luc Mélenchon en 2012, et a été l'un des responsables de la communication numérique du candidat pendant l'élection présidentielle de 2017,. Aude Rossigneux, journaliste et présentatrice éphémère du Média, affirme qu'elle n'est pas militante de la France insoumise, qu'aucun journaliste « n'a de lien, de près ou de loin, avec LFI », et qu'elle a accepté son poste en posant des conditions, dont « l'une des premières [...] était l'indépendance de la rédaction ». Elle affirme notamment « qu'elle a obtenu des garanties de pouvoir critiquer Jean-Luc Mélenchon ». Contacté par Libération, le journaliste du Média Guillaume Tatu, conseiller médias de Jean-Luc Mélenchon pendant la campagne présidentielle, affirme ne plus avoir aucun titre ou responsabilité au sein de la France insoumise, ni en recevoir de rémunération. Guillaume Tatu, affirme qu'il en est de même pour la directrice de la publication Sophia Chikirou, « complètement détachée du mouvement pour se consacrer exclusivement au Média ». Aude Rossigneux, rédactrice en chef, confirme l'indépendance de Sophia Chikirou, dont elle compare la situation à celle de Thierry Mandon, ancien secrétaire d'état dans le gouvernement de François Hollande, et devenu directeur de la publication d'Ebdo. Par ailleurs, Le Point publie un message de Sophia Chikirou où elle indique à ses collaborateurs que Jean-Luc Mélenchon est intervenu dans la rédaction du manifeste du Média publié en septembre 2017 : « Voici le texte du manifeste : relu par JLM, vous pouvez m'envoyer vos corrections avant demain matin. Et demain on démarre la quête des signataires »,.
Sud Ouest considère comme « preuve de leur bonne foi » que les fondateurs du Média aient recruté des journalistes venus d’horizons divers, notant par exemple la présence de l’ex-reporter du Figaro Marc de Boni ou celle de Noël Mamère, qui a rejoint le mouvement de Benoît Hamon, Génération.s. Le député la France insoumise Alexis Corbière fait remarquer que des personnalités comme Philippe Poutou ou Arnaud Montebourg ont soutenu le projet. Au regard du premier journal télévisé du Média, Europe 1 considère que ce dernier « confirme une orientation à gauche », mais que « rien », « à priori », ne « laisse présumer d’une trop grande influence de la France insoumise ». Par ailleurs, notant la proximité des directeurs du Média avec la France insoumise, Europe 1 déclare : « En matière d’indépendance politique, on a vu mieux mais, soyons honnêtes, on a vu pire ».
Selon le HuffPost, « à défaut d'une affiliation partisane, Le Média n'en demeure pas moins en phase avec le projet de contre-culture citoyenne défendue par Jean-Luc Mélenchon dans son bras de fer permanent avec la presse », et les valeurs revendiquées par Le Média (humanisme, féminisme, etc.) sont « 100 % compatibles avec le programme L'Avenir en commun qui sert de dénominateur commun aux membres de la France insoumise ».
Dans la lettre politique de Libération, le directeur de la rédaction du quotidien, Laurent Joffrin affirme quant à lui « Le Média est un organe de propagande pour La France insoumise et non une entreprise journalistique. La chose n’a rien de déshonorant : tous les partis ou presque ont, ou ont eu, leur organe officiel. Il suffit de le dire » . L'Humanité, qui relève ce commentaire, estime que Laurent Joffrin, « ami proche de François Hollande », « ne perd aucune occasion pour taper sur Le Média », et « ne semble pas s’interroger sur sa propre connivence avec le pouvoir socialiste »

Pour le site d'information Mediapart, Le Média est étroitement lié au jeune parti politique de gauche et de « forts doutes planent toujours sur son indépendance ». Mediapart affirme notamment que « sur les cent sept personnalités mises en avant dans le cadre d'une pétition soutenant la création de cette télévision en ligne et ayant signé la charte, cinquante-sept d'entre elles ont un lien avéré avec La France insoumise. » Le site web Arrêt sur images juge « un peu minces » les informations apportées par Mediapart censées montrer l'étroitesse des liens entre Le Média et La France insoumise. Mediapart décrit par exemple Jean-Luc Mélenchon comme « très impliqué dans la création du Média », en se basant sur le fait que ce dernier a envoyé à l'ensemble des membres de La France insoumise un courriel où il appelle à soutenir la création du Média. De plus, Arrêt sur images note qu’Edwy Plenel, cofondateur de Mediapart, interrogé pendant l'émission de télévision C à vous sur l'arrivée d'un média qui se présente comme indépendant, collaboratif, féministe, antiraciste, écologique dans le paysage médiatique français, répond : 

« Nous avons inventé ça. Un média participatif, dont les lecteurs s'expriment, un média qui n'a aucun gros milliardaire et aucun fil à la patte, un média d'enquête, un média d'information, un média indépendant. [...] Avons-nous besoin de plus d'opinion, ou de plus d'information ? »

En ouverture de la première du Média Club, nouvelle émission politique en direct, le 1er mai 2019, le nouveau directeur de la rédaction Denis Robert, qui vient de succéder à Aude Lancelin, démissionnaire, réaffirme l'absence totale de liens entre Le Média et La France insoumise.

## Controverses

### Traitement de la guerre en Syrie
Le 23 février 2018, Le Média décide ne pas publier d'images de la bataille de la Ghouta orientale, en Syrie, estimant que cela relèverait du « sensationnalisme » et que les images diffusées par les médias ne sont généralement pas vérifiées,. Ce choix est critiqué par de nombreux journalistes,,,,, notamment par Christian Chaise, directeur régional de l'Agence France-Presse (AFP) pour le Moyen-Orient & l’Afrique du Nord (MENA), qui affirme que « les images de la Ghouta relèvent de l'information, pas du sensationnalisme » et que « toutes les photos que diffuse l’AFP de la Ghouta orientale (et plus généralement de Syrie) sont vérifiées et authentifiées ». Christian Chaise explique que l'authentification est possible via les métadonnées, celles-ci indiquant le moment précis où les images ont été prises et avec quel matériel, et via les auteurs, des pigistes syriens. Chaise déclare : « Nous savons dans quel endroit de Syrie se trouvent nos pigistes justement parce que nous sommes en contact constant avec eux depuis longtemps. Nous savons avec certitude, par exemple, que nos pigistes dans la Ghouta orientale sont bien dans cette zone, puisqu'elle est assiégée depuis des années et que les habitants ne peuvent en sortir »,. De même, pour Grégoire Le Marchand, rédacteur en chef adjoint à l'AFP : « Ce message est insultant pour tous ceux, journalistes, activistes, ONG… qui travaillent sans relâche depuis des années pour vérifier tout ce qui se passe dans le chaos syrien. Se faire renvoyer à la figure “journaliste français propagandiste”, c'est consternant. »
Slate.fr considère que les affirmations de El Khal sont « inexactes ». Il cite Isabelle Wirth, responsable photo à l'AFP, qui affirme que toutes les images sont vérifiées, notamment avec un logiciel qui permet de détecter les manipulations sur les photos. Isabelle Wirth déclare : « on essaie de recouper de plusieurs façons, pour s'assurer qu'il s'agit bien d'images du jour, pour vérifier que la personne est de bonne foi. On fait, par exemple, des recherches inversées sur internet, en “uploadant” une image qui sera analysée par le moteur de recherche pixel par pixel », et les images sont non publiées s'il y a un doute. Slate.fr affirme par ailleurs que des journalistes sont présents dans la Ghouta orientale, même s'ils sont effectivement peu nombreux, étant donné l'extrême danger. Il juge certes que « la diffusion par les médias de vidéos réalisées par des activistes de la Ghouta orientale » est critiquable « au motif que leur commentaire n’est pas « objectif » », mais rajoute qu'il existe d'autres sources, les civils, les secouristes et humanitaires, et qu'« une fois vérifiées » leurs images « ont valeur de documents (tout comme celles des activistes syriens, d’ailleurs) ». Il affirme aussi que les sources d'informations ne se résument pas à celles citées par Claude El Khal, puisque les journalistes recueillent les témoignages des habitants en communiquant par téléphone ou des applications web, et peuvent se baser sur « les communiqués du Réseau syrien pour les droits de l'homme, des ONG internationales comme MSF, des Casques blancs et des médias locaux ».
Le Média est accusé par plusieurs journalistes de se montrer complaisant vis-à-vis du régime de Bachar el-Assad en mettant sur le même plan les exactions commises par les rebelles et celles de bien plus grande ampleur commises par les forces syriennes loyalistes, et en mettant sur le même plan les sources issues d'une part des civils, des secouristes et des humanitaires, et d'autre part des médias officiels syriens et russes,,,,.
Pour Antoine Hasday, journaliste de Slate.fr : « Il y a une différence fondamentale entre un doute raisonnable et une logique “hypercritique” qui n’est qu’un sophisme permettant d’entretenir la confusion sur des faits avérés. Celui du Média sur la Syrie s’apparente à la seconde catégorie ». Antoine Hasday considère cependant que le journaliste du Média El Khal n'a pas « totalement tort » de dire que le conflit syrien est davantage couvert par les médias selon le « point du vue des civils des zones rebelles, et pas de celui des zones loyalistes ». Mais cela découle, selon Antoine Hasday, du fait que le nombre de civils tués par les tirs de mortier rebelles est bien moins élevé que celui des civils tués par les bombardements loyalistes.
Analysant les réactions de la presse vis-à-vis du Média, Valeurs actuelles estime que, comme depuis le début du conflit en Syrie, « toute tentative de mesure et de présentation équilibrée des affrontements est immédiatement caricaturée. Il est plus aisé de décrire un affrontement à mort entre des gentils et des méchants ».
Le Média affirme ne « s'aligner sur aucun camp » à propos du conflit syrien, et Claude El Khal, son correspondant à Beyrouth déclare : « La guerre, comme toute guerre, est par définition atroce. Celle qui se déroule en Syrie depuis sept ans est d'une violence inouïe, et on a pu assister aux pires horreurs d'un côté comme de l'autre. Prétendre que cette guerre est celle du bien contre le mal, celle d'un ignoble dictateur qui massacre son peuple qui s'est soulevé, et inversement, déclarer que le régime est formidable et que tous ceux qui s'y opposent sont des salauds est non seulement caricatural mais c'est aussi participer activement au conflit. »
La directrice de Le Média, Sophia Chikirou, affirme : « Claude El Khal a pris une position qui est à mon sens juste. Le Média ne s'alignera sur aucun camp. Notre camp c'est la Paix et la vie humaine. Ce sont vos guerres ; pas les nôtres. Nous sommes avec les peuples et si vous trouvez nos positions angéliques, laissez nous penser que les vôtres sont belliqueuses, sources de haine et de souffrance. Nous ne faisons de mal à personne : Et vous ? Je m'adresse aux autres médias et à tous ceux qui tapent sur Le Média et sur Claude El Khal. Comme Jean Jaurès, nous défendrons la Paix. Que ceux qui veulent la guerre y envoient leurs enfants. [.] Nous sommes un média pacifique, un média qui prend position contre la guerre, qui défendra, quoi qu'il arrive, les populations civiles. Pour nous, que le bombardement soit américain, syrien, russe, peu importe ce qu'il est, nous condamnons tous les bombardements ».
En août 2018, Sophia Chikirou affirme cependant avoir refusé en avril un sujet de Claude El Khal « sur la Ghouta et l’emploi de gaz contre les populations civiles. Il avait fait un éditorial où il supputait, en reprenant l’argumentaire des Syriens, qu’il n’y avait pas eu emploi de gaz. C’est la seule fois où, comme directrice de la publication, j’ai bloqué un sujet ».

### Affaire Tolbiac
Le 20 avril 2018, après l'évacuation par les CRS du centre Tolbiac de l'université Panthéon-Sorbonne, Le Média reprend le faux témoignage d'une étudiante, Leïla, relatant l'existence d'un blessé grave à la suite de l'intervention policière, et publie un article intitulé « Un étudiant de Tolbiac dans le coma ». L'étudiante avoue plus tard avoir menti,,. La témoin Leïla se trouve être une militante de La France insoumise, que l'on voit dans un reportage de Quotidien s'« emporter » contre les CRS,. L'article du Média est, de plus, publié « avec une fausse photo », prise pendant les manifestations pour l'indépendance de la Catalogne, une « erreur dans la précipitation » selon Gérard Miller,.
Dès le 20 avril, la préfecture de police dément qu'un étudiant ait été gravement blessé, malgré le fait que cela ait été relaté par trois témoins « directs »,,. La préfecture indique simplement qu'un jeune homme a été mené à l'hôpital pour une douleur au coude,. L'Assistance publique - Hôpitaux de Paris (APHP), qui gère trente-cinq hôpitaux en Île-de-France, relaie le 20 avril l'histoire en demandant s'il s'agit d'« une rumeur ou d'un mensonge d’État », puis dément l'histoire le 21 avril,. Après ce deuxième démenti officiel, et alors qu'aucune trace dudit étudiant n'est retrouvée, L'Opinion estime que, « face à l'évidence », Le Média a d'abord « maintenu ses informations ». D'après L'Obs, après le démenti de l'APHP le 21 avril, Le Média éprouve un « malaise ». Le Média supprime alors son article publié le 20 avril,, et dans le journal du soir du 23 avril, la présentatrice présente l'affaire en utilisant désormais le conditionnel. Le Média revendique cependant son droit à douter de la « version officielle », estimant que « c'est un peu parole contre parole », et ajoute qu'il va lui falloir du temps pour qu'il puisse mener une enquête. Au même moment, Reporterre, autre site ayant relayé le témoignage estudiantin, mène sa propre enquête, et communique avec le journal Libération, en pleine investigation également. Le 24 avril au soir, Reporterre publie un article où il conclut que les témoignages des étudiants n'étaient pas fiables. Libération publie le même soir un article délivrant le même type de conclusion. Le lendemain, Le Média reconnaît son erreur par une publication sur son site,.
Europe 1 estime que Le Média « s’en tire avec des excuses tardives », et qu'il est possible d'en vouloir au Média « d’avoir dans cette affaire sacrifié les bases du travail de vérification journalistique pour nourrir une vision militante des événements ». Contacté par Le Monde, Gérard Miller, directeur de rédaction du Média, déclare ne pas vouloir se « laisser impressionner par les cris d’orfraie des défenseurs de “l’exactitude” », évoquant des étudiants traumatisés, à qui « il fallait donner la parole ». Gérard Miller estime que « le scandale, c’est l’offensive policière dans les facs, du jamais vu à cette échelle, pas cette info inexacte et vite corrigée ». Concernant les « défenseurs de l'exactitude » cités par Miller, L'Obs réagit en posant la question : « Mais n'est-ce pas justement le rôle du journalisme ? ».
Gérard Miller déclare aussi : « Évidemment lorsqu'on prend le risque des témoignages de gens qui ont vécu un événement traumatisant, on prend le risque d'avoir des témoignages qui peuvent se révéler inexacts, imprécis. [...] On a eu le mérite de tendre le micro à des gens traumatisés. Et ensuite on vérifie ce qu'ils disent ». L'Obs estime que Miller « dévoile ainsi une étrange façon d'appréhender le travail journalistique » et rapporte les moqueries sur les réseaux sociaux de ceux qui notamment affirment que Le Média a observé par le passé une extrême prudence à propos de témoignages en Syrie.

### Entretien avec Étienne Chouard
Le 10 juin 2019, Denis Robert invite sur Le Média le blogueur Étienne Chouard, et l'interroge à propos des accusations d'antisémitisme et de négationnisme dont il fait l'objet. Chouard donne notamment son avis sur l'existence des chambres à gaz lors de la Shoah, disant « n'y connaître rien », propos qui font polémique. Le choix de faire cet entretien est critiqué par le site Conspiracy Watch qui n'hésite pas à parler d'une « opération de blanchiment » menée par Le Média, bien qu'Étienne Chouard ait été pressé de questions gênantes par les deux journalistes, mais ce choix est salué par le journaliste Daniel Schneidermann et le politologue Henri Maler, qui estiment qu'il fallait que la vérité éclate sur les idées de Chouard.